# 馬爾地夫歷史
马尔代夫自有歷史以來，便是一個非常重要的戰略地，因為它位於印度洋主要的航線位置上。馬爾地夫附近的鄰國是斯里蘭卡及印度，這兩國的文化及商業和馬爾地夫緊密的連繫在一起近好幾個世紀，馬爾地夫提供了當時遍及亞洲及部份東非沿海地區作為貨幣的貝殼主要來源。
16世紀之後，在殖民浪潮下，歐洲人佔領了許多印度洋上的貿易地點，馬爾地夫當然也無法置身於事外，第一個先來到的是葡萄牙人，再來是荷蘭人和法國人偶爾也來干預當地的政治，然而在前幾個外來歐洲人的干預之後，在19世紀時，馬爾地夫成為英國的保護國，而英國人對於馬爾地夫君主的統治，亦給予充分的認受性。
馬爾地夫在1965年時脫離英國得到獨立，然而，獨立之後該國仍將阿杜環礁內的甘島（Gan Island）上的空軍基地提供給英國人使用至1976年，當英國人在1976年完全撤出該空軍基地時，剛好該年是冷戰一觸即發的高鋒期，國際上都在關注此空軍基地未來的動向為何。蘇聯當局曾研擬向馬爾地夫當局租借此空軍基地，但都遭到馬爾地夫政府多次的拒絕。
馬爾地夫共和國在1990年之前所面臨的挑戰是快速的經濟發展和現代化的步伐來提供國家在有限的漁業、農業、旅遊業的基礎資源；另外一方面更令人關心的項目就是長期的因溫室效應導致海平面的上升，因為馬爾地夫當地低窪的珊瑚島很多，所以將造成災難性的傷害，這也是未來當局政府所要面臨的重大課題。
马尔代夫的人口为50.71万。（2020年）

## 古代時期（前2000年—1117年）
馬爾代夫的原住民並未留下任何遺跡。
西元150年時，馬爾地夫泛指包於僧伽羅西海岸外的一些島嶼，四世紀左右，馬爾地夫人已逐漸皈依源於僧伽羅的小國，中古時代時凡是在印度洋上爭霸的民族如：印度人、僧伽羅人、波斯人、阿拉伯人，都曾經想擁有這島國。

## 太陽王朝及前奴尼爾（月亮）王朝
馬爾地夫的第一個王朝是太陽王朝，在990年以前統治這個國家（当时，称为迪巴马里王国）。但是，當時太陽王朝的統治範圍没有涵盖現在的馬爾地夫全境。太陽王朝的歷史記錄在一些名為“馬帕南薩”的銅片上。
太陽王朝的第一位國王是被放逐的羯陵伽王國王子蘇魯達薩魯納·阿迪蒂亞，最後一位統治者是女王達馬哈爾，羯陵伽王國的王子巴拉迪蒂亞娶達馬哈爾為妻，從而成為馬爾地夫的新統治者，建立馬爾地夫的第二個王朝——前奴尼爾（月亮）王朝。
前奴尼爾（月亮）王朝的第三位國王馬哈·桑杜拉有一位女兒名叫卡曼哈爾，後來她被放逐到現在的阿杜環礁當中的米杜島，並帶走那些銅盤子。後來銅盤子被埋起來，這也就為何現今歷史學家對太陽王朝和前奴尼爾（月亮）王朝知道甚少的原因。
947年，一心想和東方的中國進行貿易的阿拉伯人在他們海上航線必經之路的印度洋上，無意間發現馬爾地夫群島的存在，深深地被它美麗的景致所吸引，將馬爾地夫當作便利的停靠港，還有一些人迷戀地留下定居。這些精明的阿拉伯人和隨後聞風而至的波斯商人把馬爾地夫的珍珠、香料、魚乾、椰子、瑪瑙貝等物產，源源不斷地的運回國內，

## 奴尼爾（月亮）王朝（1117年－1153年）
13世紀初，僧伽羅王族科伊馬拉（Koimale）和他的妻子，當時錫蘭國王的女兒分乘兩艘小船從錫蘭島出發到馬爾地夫並先後在北馬洛斯馬杜盧環礁（North Maalhosmadulu Uthuru Atoll）一個叫做拉斯格蒂島（Lasgetty Island）作短暫的休息。
當地善良的馬爾地夫島民們聽說來自錫蘭的兩位貴賓蒞臨，便盛情邀請他們留了下來。並於1117年擁立科伊馬拉為拉斯格蒂島的國王。他從印度的入侵者手中收回北方的環礁後，成為第一位統治馬爾地夫全境的國王，並建立馬爾地夫第3個王朝——奴尼爾（月亮）王朝（Lunar Dynasty）。後來柯伊馬拉卡羅阿和他的妻子移居馬列島，同時也將馬列環礁的土著遷來馬列島定居，並派遣兩艘船隻返回錫蘭將大批僧伽羅族人接來馬爾地夫定居，在十二世紀之前，馬爾地夫全國上下盛行佛教，境內廟宇林立，信徒絡繹不絕。

## 提穆盖王朝（1153年—1388年）
1153年，一位來自北非阿拉伯人阿布·阿巴拉卡特·優蘇福·阿巴巴里，他是一位虔誠的伊斯蘭教徒，來到馬爾地夫宣揚伊斯蘭教。當時的奴尼爾（月亮）王朝第二代統治者為提幕吉·瑪哈·卡里明加，因為要和錫蘭保持距離，馬爾地夫人需要與漫遊於印度洋的強大伊斯蘭艦隊結盟，此外，統治階層在其他方面也受惠，只要能成為伊斯蘭教國家，就可以加入阿拉伯貿易網，因此也能交換到稀有奢侈的物品；而且在嚴格的伊斯蘭法典下，極權貴族的地位也就越穩固，統治過於分散的各島嶼也變得容易許多。從此國王利用伊斯蘭教義，進行政教合一的封建統治，統治者提幕吉·瑪哈·卡里明加也改名為蘇丹王達瑪斯·穆罕默德·伊本·阿布杜拉，同時也將國號改名為提穆盖王朝。
提穆盖王朝為馬爾地夫第四個王朝，一直延續到1388年，歷經了235年，前後經歷了26位蘇丹的統治。大權獨攬的蘇丹王，剝奪擁有大權的貴族權勢，把國家全部的力量控制在自己一個人手裡。伊斯蘭教在馬爾地夫佔據統治的地位後，國家對佛教採取禁錮的政策，一時之間焚燒經書、拆毀寺廟、搗毀佛像、驅趕甚至殺死僧人，使得全國處在一片宗教恐怖的氣息之中。
據傳在宗教轉換後相當長的一段時間內，有不少佛教徒仍然對佛教念念不忘，難分難捨。有的人偷偷拜佛，有的人則拒不改教，甚至有很多人因拒絕改信回教而被抓去斬首。根據馬爾地夫最早的遺稿中有這樣一段記載，國家在宣布伊斯蘭教為國教之後的40年後，哈杜馬蒂環礁（Hadhdhunmathi Laamu Atoll）伊斯杜島（Isdhoo Island）的佛教僧侶因拒不改信回教，而被押送到馬列島。當時的國王將他們斬首示眾，以示執行伊斯蘭教義的徹底性。這一事件發生之後，許多佛教廟宇被迫拆毀，並在原來佛教寺廟的遺址上改建起清真寺，阿拉伯人利用貿易和宗教，牢牢控制了馬爾地夫群島。

## 希拉里王朝和伊斯杜王朝（1388年—1704年）
希拉里王朝（Hilali Dynasty），是馬爾地夫群島的第5個王朝，建於1388年，亡於1632年，一共延續了244年，經歷了35位蘇丹的統治。其中1420年至1433年期間，明朝三寶太監鄭和，奉明成祖皇帝之命，率領一支龐大的艦隊七次下西洋，曾一度在馬爾地夫群島上設有聯絡站。當時鄭和稱馬爾地夫為溜山國，並於1422年以文獻記載外國船隻如何在這裡進行船支交易。
十六世紀的時候，歐洲的葡萄牙帝國在世界各地迅速擴張勢力，建立許多殖民地。除了在印度海岸上建立許多基地外，還想企圖進一步將馬爾地夫占為己有，但苦無良策。1533年，希拉里王朝的蘇丹王卡戮·默罕默德（Kalhu Mohammed），被廢黜後流亡到印度的果阿。為了重新奪回王位，他向駐紮在印度海岸的葡萄牙軍隊求助，給葡萄牙人提供求之不得的大好機會。
於是葡萄牙軍隊對首都馬列展開攻擊，葡萄牙軍隊殺了蘇丹王阿里四世（Ali IV），讓卡戮·默罕默德重登王位。事後為了索取報酬，迫使蘇丹王同意葡萄牙在馬列駐軍和修建堡壘，並且設立貿易貨棧，使得葡萄牙的勢力毫不費力地控制了馬爾地夫群島。
然而這種行為引起大多數馬爾地夫人民強烈的不滿。1551年，駐紮在馬爾地夫的葡萄牙軍隊，被馬爾地夫人一舉消滅，使得馬爾地夫人民在反西方殖民戰爭中，得到第一次的勝利。但是葡萄牙人並不因此就死心，繼續伺機而動。
1552年，希拉里王朝的蘇丹王哈桑九世（Hasan IX），因對伊斯蘭教不敬而遭到廢黜，於是逃往印度西海岸的葡萄牙軍隊基地尋求政治庇護。他在當地居住了兩年，並且皈依基督教取名為唐伊·曼紐爾（Matangi Manuel），又與一位葡萄牙貴婦結婚，繼續請求葡萄牙的支援，以奪回蘇丹的王位。
1552年，葡萄牙艦隊捲土重來，企圖再度占據馬爾地夫首都馬列。但在馬爾地夫全民英勇的抵抗之下，未能得逞。1558年，葡萄牙軍隊第三次向馬爾地夫發動進攻，這次雙方因力量上的懸殊，使得馬列再度被葡萄牙軍佔領。葡萄牙軍在馬列興建要塞，並派軍向馬爾地夫群島的其他島嶼進軍，鎮壓並殺死許多當地的居民，又將馬爾地夫各島嶼的首領拘禁集中在一起，威脅他們要讓位給哈桑九世。這些馬爾地夫島嶼的首領只好屈服，從此馬爾地夫的一切，都要聽從葡萄牙駐馬列總督的命令，並規定馬爾地夫的進出口貿易都須經由葡萄牙進行。自此，馬爾地夫淪為葡萄牙的殖民地長達15年。
這是馬爾地夫歷史上最黑暗的時期，男人被貶為奴，婦女被肆意欺凌，並強迫所有馬爾地夫人都改信基督教，試圖粗暴地將歐洲文明植入這個伊斯蘭島國。因此激起島民們激烈的抵抗，上任才兩個月希拉里王朝的蘇丹王阿里六世（Ali VI）表現出高度愛國的精神，勇敢地領導馬爾地夫人民，對葡萄牙軍展開猛烈的反擊。但不幸壯烈犧牲，不過也其英勇的事績，後世的馬爾地夫人也尊稱他為阿里烈士，也認為是馬爾地夫最偉大的君主之一，而受到馬爾地夫人民是世代代的尊敬與歌頌。
1573年，馬爾地夫的蒂穆島上有三兄弟揭竿起義，率眾反抗葡萄牙殖民者，長兄不幸被捕壯烈犧牲，二弟穆罕默德·塔庫魯凡（Mohamed Thakurufanu）和三弟則繼承長兄的遺志繼續帶領反抗軍，前仆後繼地進行反殖民地的戰爭，並設法得到南印度的印度的卡納魯爾阿里（Cape Ruhr Ali）王公有力的支持。通過英勇不懈的游擊戰，終於全數殲滅馬列島上的葡萄牙軍，並襲擊葡萄牙駐馬爾地夫總督安迪林（Andi Lin），全國光復。其後朝政由塔庫魯凡及其兄弟聯合攝政以及侯賽因（Hussain ）和伊馬杜丁（Imaduddin ）的聯合攝政下，全國恢復原有的獨立。
穆罕默德·塔庫魯芬不但是一位勤政愛民英明的領導者，還引進多項的行政改革，採用新的文字、引進機器、製造度量衡、統一貨幣，從而結束了馬爾地夫古老的交易制度，並建立了國防軍。
葡萄牙在馬爾地夫失敗後仍不死心，多次重振旗鼓攻打馬爾地夫，並且在印度果阿先後扶植哈桑九世、哈桑九世的兒子若昂（King Dom João） 及哈桑九世曾孫費利佩（King Dom Philippe）為蘇丹，企圖建立傀儡政權，但仍以失敗告終。
烏蒂姆王朝（Utheem Dynasty）是馬爾夫第6個王朝，由前希拉里王朝攝政伊馬杜丁（Imaduddin）建立於1632年，亡於1692年，總共延續了60年，經歷了4位蘇丹的統治。 
哈瑪崴王朝（Hamawi Dynasty）是馬爾地夫第7個王朝，也是存在最短的一個王朝，只維持不到1年的時間，建立者是穆罕默德·沙姆蘇丁一世（Sultan Muhammad Shamsuddeen I），也是該朝唯一的一位蘇丹王，他是敘利亞人，在烏蒂姆王朝蘇丹王易卜拉欣·伊斯坎達爾一世當政時第一次來到馬列，後來成為烏蒂姆王朝蘇丹王穆罕默德·穆希丁的阿拉伯人導師，即蘇丹王位後，他持續的重新建立伊斯蘭律法且保留先前穆罕默德·穆希丁蘇丹指派學者在清真寺教育民眾的政策；在他擔任蘇丹王的任內，馬爾地夫國內非常的平和且人民的教育水準普遍提高且十分虔誠的信仰，後被毒死。
伊斯杜王朝（Isdhoo Dynasty）是馬爾地夫第8個王朝，它始建於1692年，亡於1704年，只延續了12年，共歷經了4位蘇丹的統治。
17世紀中葉，葡萄牙人在南亞的勢力逐漸沒落，新興的荷蘭東印度公司的勢力則蒸蒸日上，並積極排擠葡萄牙人在南亞殘餘的勢力。當荷蘭人在南亞立足之後，很快地就想涉足馬爾地夫群島。十七世紀中葉，荷蘭已取代葡萄牙成為馬爾地夫重要的貿易伙伴。
當時馬爾地夫向荷蘭輸出魚貨和貝殼等海產品，以換取香料和檳榔果，以及用來反擊入侵者的軍火。因為在這段時間裡，馬爾地夫不時要面對來自印度馬拉巴爾的海盜襲擊，於是請求荷蘭人的幫助。而對馬爾地夫群島垂延已久的荷蘭人，正好抓住這個機會，允諾協助馬爾地夫驅逐海盜，並且宣布馬爾地夫是荷蘭的勢力範圍，不容許其他人染指馬爾地夫。
如此一來，儘管解除了來自海盜侵襲的威脅，卻引狼入室。1654年，馬爾地夫為了生存不得不向錫蘭的康提王朝（Kingdom of Kandy），作象徵性的納貢，成為錫蘭及荷蘭統治者保護下的保護國。1662年，荷蘭東印度公司向馬爾地夫派出友誼代表團。荷蘭人對馬爾地夫群島傲慢無禮，頤指氣使的行為，令馬爾地夫人惱怒在心，處處小心應付，婉拒任何無理的要求。

## 迪亞明其里王朝（1704年—1759年）
到了18世紀初葉，荷蘭殖民者在馬爾地夫無功而返。這時馬爾地夫的迪亞明其里王朝（Dhiyamigili Dynasty），是馬爾地夫歷史上第9個王朝，創建於1704年，亡於1759年，延續了55年，共經歷了3位蘇丹的統治。
早在十七世紀中葉，馬爾地夫與南印度的卡納魯爾阿里（Cape Ruhr Ali）王公之間的關係開始惡化。到了迪亞明其里王朝的蘇丹王伊斯坎達爾一世（Iskandar I）時，拒絕向卡納魯爾阿里朝貢已達一個半世紀之久，使得卡納魯爾阿里非常惱火，於是派遣一支馬拉巴爾（Malabar）遠征隊討伐馬爾地夫。
經過一場小規模寡眾懸殊的戰鬥之後，馬爾地夫不幸戰敗。卡納魯爾阿里王公提出馬爾地夫可以停止朝貢，但必須將距離南印度很近，原屬於馬爾地夫的米尼科伊島割讓給南印度的卡納魯爾阿里王公。1752年，在一次海上巡行中，一群來自南印度的馬拉巴爾海盜，在公海上劫持了馬爾地夫迪亞明其里王朝的蘇丹王穆罕默德·伊馬杜丁三世，並且還把他流放到他被放逐到拉克沙群島的地卡瓦拉蒂島（Kavaratti）島，直至1757年去世，並甚至還洗劫了馬列城。
為了解救被馬拉巴爾海盜的人質，馬爾地夫被迫向法國駐印度本地治里司官尋求協助。在得到法國人的允諾之後，一群勇敢的馬爾地夫人決心把被馬拉巴爾海盜佔領下的國家解救出來。這些愛國者的領袖是哈桑瑪尼庫·法魯（HassanMani  Faro），他精心策劃了反抗活動的計畫。
1753年4月7日，哈桑瑪尼庫·法魯勸服了馬拉巴爾海盜的一個隨扈，打開了佔領營地的大門，全力對馬拉馬拉巴爾海盜發動襲擊並追殺。後來馬拉巴爾海盜搭乘一艘船逃往海外，因此馬拉巴爾海盜佔領馬爾地夫不到兩個月之後就被趕走。但後來仍不死心地對馬爾地夫進行騷擾性的攻擊，有一次還曾佔據了馬爾地夫群島的多納庫里島（Donacurry Island），並向各個島嶼進行燒殺搶掠，但最後又被哈桑瑪尼庫·法魯（HassanMani Faro）率軍擊退。
由於法軍支援馬爾地夫有功，所以馬爾地夫決定讓法軍在馬列留駐下來。馬爾地夫的蘇丹王聘請了28名法國工兵，在馬列留守了一段時間。同年，法國殖民者對馬爾地夫蘇丹簽訂一項影響馬爾地夫主權的條約，明文規定法軍可以在馬列駐軍。但是一向不願對外國殖民者屈服馬爾地夫人民，同樣不願向法國駐軍和軍艦屈服。在條約簽訂的幾個月之後，再次向外國殖民者堅決反抗，迫使法軍和軍艦撤離馬爾地夫，使國家的主權得以延續及獨立。

## 布拉吉王朝（1759年—1953年）
布拉吉王朝（Buraage Dynasty），是馬爾地夫群島第10個王朝，建立者為哈桑·伊祖丁（Sultan Hasan 'Izz ud-din），他是穆罕默德·塔庫魯凡的子孫。布拉吉王朝始建於1759年，結束於1953年，其間延續了194年，共歷經了13位蘇丹的統治，中間有經過迪亞明其里王朝蘇丹王穆罕默德·吉亞蘇丁（Sultan Muhammed Ghiya'as ud-din）的復辟（1766年----1774年），而後直到共和為止。
這段時期也就是18世紀中葉，法國和其他殖民帝國在印度的地位開始被英國取代，馬爾地夫自然也隨之落入英國的勢力範圍之中。1796年，英國佔領印度南方的錫蘭之後，對馬爾地夫的影響力更大。十九世紀初，英國多艘商船和軍艦，曾多次在馬爾地夫海面上進行試探性的活動。到了十九世紀30年代前後，英國利用馬爾地夫上層貴族之間的矛盾，取得當時馬爾地夫執政者布拉吉王朝（Buraage）的蘇丹王穆罕默德·伊馬杜丁四世（Sultan Muhammad Imaaduddeen IV）的信任之後，進一步控制了馬爾地夫群島。
1882年，穆罕默德·伊馬杜丁四世去世。英國利用馬爾地夫內部進行王位爭奪戰的機會，支持蘇丹王穆罕默德·穆伊努丁二世（Sultan Muhammad Mueenuddeen II）。1887年由英國駐錫蘭總督（Governor-General of Ceylon）與馬爾地夫蘇丹王簽約，馬爾地夫正式成為英國的保護國。從此，馬爾地夫必須通過英國駐錫蘭總督才能和外界發展關係。同時，英國也插手干涉馬爾地夫的內政，連馬爾地夫蘇丹王的傳承變更，也要徵得英國的同意。英國的軍艦也經常在停泊或巡弋馬爾地夫群島之間，使得這個島國成為英國在印度洋上的軍事基地。此外，馬爾地夫還必須向英國駐錫蘭總督納貢，但因國小人寡，貢品也只是象徵性而已。
自1919年起，馬爾地夫人民就不斷掀起反殖民的浪潮，要求擺脫英國的殖民統治而獨立。在1932年以前，馬爾地夫的行政大權多操在蘇丹的手中。1931年3月，馬爾地夫議會擬訂了第一部憲法。1932年12月22日，蘇丹王穆罕默德·沙姆蘇丁三世（Sultan Muhammad Shamsuddeen III），被迫批准馬爾地夫這部憲法，改行君主立憲政體。憲法主義的內容大大地限制了蘇丹的權力，引入選舉制度，成立由人民選舉的議會，並規定一系列人民基本的自由和權力。但在外交和國防上仍由英國代理，在內政上英國也還有絕對的影響力。
1942年，第二次世界大戰的戰火逼近了馬爾地夫地區，英國在馬爾地夫群島的阿杜環礁上的甘島，建立了巨大的海軍基地，並且強迫島上的居民遷往他島。
1943年4月8日，蘇丹王哈桑·努拉丁二世（Sultan Hassan Nooraddeen II）退位，馬爾地夫開始著手建立共和國。1948年，英國與馬爾地夫在簽訂條約，規定馬爾地夫繼續受英國的保護，但英國放棄干涉馬爾地夫的內政。
馬爾地夫獨立的協定是由英國和馬爾地夫兩國的國會共同起草的，可是在獨立的這一天，英國卻已經忘記了這件事，馬爾地夫也沒有舉行任何的慶祝儀式，只是在這天早上，馬爾地夫蘇丹王突然出現在英國駐錫蘭總督的官邸前，聲稱他是前來簽署馬爾地夫獨立的協定，並且對自己不告來訪表示歉意。他說自己本來是要到斯里蘭卡醫治牙病，途中想起獨立的事情就順道前來處理。
1952年2月，民選的蘇丹王阿卜杜勒·馬吉德·迪迪（Abdul Majeed Didi），讓出王位。4月15日，馬爾地夫召開特別議會，與會者一致通過用全民投票的方式來決定治國的原則，並議廢除伊斯蘭教君主的統治，成立共和國。

## 馬爾地夫第一共和國（1953年—1954年）
1953年1月1日，馬爾地夫共和國正式成立，由前政府總理，穆罕默德·阿敏·迪迪（Mohamed Amin Didi）出任總統。英國也承認馬爾地夫為大英國協的共和國，但在私底下卻積極策劃推翻馬爾地夫共和國的陰謀。
穆罕默德·阿敏·迪迪是一位傑出的政治家，過去擔任總理期間曾為國家貢獻良多，設立電話和電力設施，實現了漁業出口及加工產業的國有化，在馬列成立小學學校和一所寄宿學校，為首都馬列以外的學生提供教育，發布重要旅遊文件，發展觀光旅遊業，成立護照辦公室，開闢過內海上航線，重視文化事業，發行國家報紙，建立國家博物館，積極參與國際事務。
馬爾地夫共和國成立之後，不但積極進行國家各項建設，也開始實施一系列反封建、反殖民的政策，引起國內保守勢力和英國殖民勢力的全面反彈，於是聯合起來顛覆馬爾地夫共和國。8月，在副總統穆罕默德·易卜拉欣·迪迪（Ibrahim Muhammad Didi）為首的各方面密謀下，趁著阿敏總統到印度和斯里蘭卡等國籌備糧食之際，藉口國內饑荒突然發動政變推翻阿敏政府，由穆罕默德·易卜拉欣·迪迪自己擔任總統。

## 布拉吉王朝复辟（1954年—1968年）
在8月21日的國民議會中，正式罷免穆罕默德·阿敏·迪迪的總統職務，並通過廢除共和國制度的法律，選舉穆罕默德·法里德·迪迪（Sultan Muhammad Fareed Didi）為馬爾地夫的蘇丹王，並於1954年3月6日即位，使得馬爾地夫又恢復了蘇丹政體。
1958年2月以易卜拉欣·納西爾（Ibrahim Nasir）為首的馬爾地夫政府，向英國提出歸還設在馬爾地夫的軍事基地，以及馬爾地夫徹底獨立的要求，但遭到英國政府的拒絕。英國隨即派遣軍隊登陸阿杜環礁上的甘島，並唆使阿杜環礁叛亂，支持分裂主義者阿卜杜拉·阿菲夫·迪迪成立苏瓦代夫联合共和国，並承認阿布杜拉·阿非福·迪迪為總統，作為交換條件，阿布杜拉·阿非福·迪迪則同意英國承租阿杜環礁。
1960年，馬爾地夫政府被迫與英國簽訂協議，把阿杜環礁自1956年起，租借給英國30年，以換取蘇丹迪夫群島獲得聯合國以及英國85萬英鎊的經濟援助。1962年，易卜拉欣·納西爾派遣炮艇去鎮壓南方三環礁的叛亂。阿布杜拉·阿非福·迪迪逃到塞席爾，其他領袖分別流放到不同的島嶼。
1965年7月26日，英國終於放棄保護國的地位，承認馬爾地夫獨立，但仍保留對甘島和希塔杜島（Xitadu Island）的軍事設施的使用權。9月21日，馬爾地夫加入聯合國成為會員國，在國際事務保持中立的立場。

## 馬爾地夫第二共和國（1968年至今）

### 易卜拉欣·納西爾 總統
1968年11月11日，馬爾地夫通過全民投票，以新的共和政體正式取代蘇丹政體，國名也由馬爾地夫島改稱為馬爾地夫共和國，並由易卜拉欣·納西爾出任改制後的第一任總統。
1970年，因北鄰斯里蘭卡實施外匯管理，使得馬爾地夫的經濟幾乎一蹶不振。1972年，馬爾地夫開始發展旅遊業，才使得国家的經濟逐漸好轉。1973年，易卜拉欣·納西爾再次連任總統。二十世紀70年代中期，英國由於財政方面的原因和防務上的調整，被迫將馬爾地夫軍事基地的租用期由30年縮短為20年。1975年，英國關閉了馬爾地夫阿杜環礁上的甘島空軍基地。1976年3月29日，最後一批英軍撤離了馬爾地夫。
此後，馬爾地夫在外交上推行不結盟政策，主張獨立自主，並與所有的國家發展關係。自從英軍撤離馬爾地夫之後，馬爾地夫失去了軍事基地的租借收入和勞務收入，使得國家元氣大傷，陷入嚴重的財務危機之中。1978年，易卜拉欣·納西爾總統的威信在重重危機的打擊，以及人民反對的聲浪中蕩然無存，在給國家丟下數以百萬美元的債務下，逃往新加坡。

### 穆蒙·阿卜杜勒·加堯姆 總統
1978年，穆蒙·阿卜杜勒·加堯姆在選舉中勝出。其後他又於1983年、1988年、1995年、1998年及2000年連選連任，幾乎成為終身職的總統，並且由自己兼任國防部長、財政部長等重要職務，牢牢地掌握著馬爾地夫的政權。他的當選被認為開啟了馬爾地夫政治穩定和經濟發展的繁榮期。
同年，馬爾地夫加入國際貨幣基金組織和世界銀行。在穆蒙·阿卜杜勒·加堯姆的新政下，旅遊業逐漸蓬勃發展起來，這讓他在國內得到越來越多的支持。儘管如此，上世紀80年代，馬爾地夫卻接連發生多起針對他的未遂政變，企圖逼迫加堯姆總統下台。
1980年，前總統易卜拉欣·納西爾有關聯的人士雇傭英國特種空勤團退役士兵，試圖發動推翻加堯姆的政變。這場政變由卜拉欣·納西爾的內弟艾哈邁德·納西姆（Ahmed Nasim）發起，得到納西爾一批追隨者的支持。特別是當議會開始調查易卜拉欣·納西爾統治時期的金融違規行為，以及70年代初期維林吉利監獄中發生的囚犯遭拷打和謀殺醜聞。此事牽涉到艾哈邁德·納西姆的親戚，時任公共安全部長哈勒姆·納西姆（Haarlem Nasim）的不滿加劇，他發誓要在6個月內罷黜穆蒙·阿卜杜勒·加堯姆。
其後，一群雇傭兵通過潛水設備將輕型武器走私到馬爾地夫。但他們沒有採取行動，因為加穆蒙·阿卜杜勒·加堯姆先已得到密報，而且雇傭兵們也體會到穆蒙·阿卜杜勒·加堯姆在馬爾地夫根基深厚，政變成功的可能性很小。
1980年5月16日，作為總統的穆蒙·阿卜杜勒·加堯姆親自領導了一場反納西爾集團的抗議活動。他在近2萬人中發表演說，揭露納西爾早在1953年就參與過推翻馬爾地夫第一共和國首任總統穆罕默德·阿敏·迪迪的政變活動。次年，加堯姆政府以腐敗和陰謀策劃政變兩項罪名，缺席判處流亡新加坡的易卜拉欣·納西爾有期徒刑25年。
另一起政變未遂事件發生在1983年，一個航運商人企圖賄賂議員和最高法院法官，“購賣”總統職位，但沒有成功。9月30日，加堯姆在那屆大選中得票率達95.6%，成功連任。
1988年11月3日，約80-120名左右滲透在首都馬累的泰米爾伊拉姆人民解放組織（People's Liberation Organisation of Tamil Eelam, PLOTE）傭兵發動政變，控制了城內關鍵設施，但未捕獲加堯姆。加堯姆請求美國、英國、印度、斯里蘭卡、馬來西亞、巴斯斯坦和其他亞洲國家援助；印度軍隊迅速發動「仙人掌行動」（Operation Cactus），以傘兵空降瑚湖爾島（Hulhule Island），而後在數個小時內控制了馬累的局勢並救出加堯姆。部分泰米爾傭兵登上一艘貨船試圖逃離，在斯里蘭卡被印軍截獲、逮捕送回馬累受審。
雖然政變的企圖被印度軍隊粉碎之後，但政壇仍暗潮洶湧，企圖推翻穆蒙·阿卜杜勒·加堯姆的反對勢力大有人在。
穆蒙·阿卜杜勒·加堯姆一上台曾努力於促進國家的現代化，改善人民生活的水準，使得國民年所得由不足100美元增加到2006年的2,200美元，贏得人民的信任。在加堯姆總統執政的期間，前蘇聯曾提議以每年1千萬美元的代價，租借馬爾地夫阿杜環礁上的甘島空軍基地，但被加堯姆拒絕。在對外關係上，加堯姆總統堅持中立的政策，積極參與南亞區域合作體並成為會員國，更於1990年代成為南亞區域合作體高峰會議的主辦國。
現在的馬爾地夫已與世界上105個國家建立外交關係，而阿拉伯國家和聯合國機構則是馬爾地夫共和國發展計劃中主要經濟資助的來源。可是在政治上，加堯姆總統卻採取專制獨裁和不避利益的作風，使得知識份子和民主人士對他非常反感。
在20世紀90年代，梅堯姆總統又設立了一個委員會，專門調查政府各級官員貪污的行為，被民主人士認為是加堯姆總統打擊異己的重要手段。他又任人唯親，特別是任命其妻弟伊利亞斯易卜拉欣（Ilyas Ibrahim）為國防部長和國家安全部長。
伊利亞斯易卜拉欣曾涉及挪用公共資金，並曾一度出逃。回國之後，加堯姆總統親自任命一個特別調查委員會，追認其妻弟伊利亞斯易卜拉欣為環礁管理部部長，使得輿論大嘩。2003年9月20日至9月22日，在即將舉行總統大選的前夕，馬爾地夫又發生大規模的暴動。9月19日夜晚，馬列環礁的馬阿夫希（Maafuxi）監獄發生起國家安全衛隊成員毒打犯人致死的事件。9月20日至9月22日，犯人家屬以及親友一起前往政府機構進行示威抗議活動。
在示威過程當中，一些反政府人士加入示威的行列，高舉著「加堯姆總統下台」、「反對獨裁統治」等大篇幅的標語，在街上製造混亂並焚毀警察局、警車和法院，將一個治安案件演變成反對加堯姆總統、破壞大選的大規模政治暴亂，並成為自1998年以來，馬爾地夫所發生和最大規模的暴動。穆蒙·阿卜杜勒·加堯姆總統採取一連串的措施，對打人致死的事件立即展開全面性的調查，逮捕查辦了11名涉案的國家安全衛隊人員，出動鎮暴部隊，實施宵禁。
2004年12月26日，南亞大海嘯侵襲馬爾地夫。全國有75人喪生，42人失蹤，且多是外國觀光客，並且有1萬2千人無家可歸，13個觀光島被摧毀，29個觀光島嚴重受創，重創了馬爾地夫的觀光事業，財物損失超過15億美元。光是首都馬列市就有三分之二的地區遭水淹沒，部分地區積水深達10公尺。
2006年11月11日，獨裁總統梅堯姆，在反對派人士發動反政府大遊行之前，以武力非法逮捕反對派人士。2007年9月29日，兩名被懷疑是伊斯蘭激進分子在馬列市的中央公園外，向群眾投擲土製的自殺炸彈，導致8名觀光客、2名英國人和2名美國人受傷，再度對馬爾地夫的觀光旅遊業造成衝擊。2008年，穆罕默德·納希德（Mohamed Nasheed）在總統大選中一舉擊敗加堯姆，當選馬爾代夫第三任民選總統。

### 穆罕默德·納希德 總統
2008年10月，穆罕默德·納希德當選馬爾地夫首任政黨制下選舉產生的總統，並於同年11月11日宣誓就職。2012年1月，穆罕默德·納希德以政治偏見和腐敗為由下令軍方逮捕刑事法庭首席法官後，在馬爾地夫引發持續大規模抗議活動。軍方奉命驅散抗議民眾，引發衝突。隨後軍隊倒戈，就連警方勢力都加入反對派陣營，抗議民眾並控制國家電視台。
納希德於2012年2月7日辭職，並在下午向全國發表演說，宣佈辭去總統職位。但辭職之後不久，納希德突然公開宣稱「辭職是被人用槍頂着頭的強迫辭職」；隨後並將總統職權移交給副總統穆罕默德·瓦希德·哈桑·馬尼克（Mohammed Waheed Hassan Manik）。